# Dalice (manzana)
Dalice es una  variedad cultivar de manzano (Malus domestica). 
Un híbrido del cruce de Cox's Orange Pippin x Desconocido. Criada entre 1933 y 1937 por A.C. Nash, "Scutes Farm", Hastings, Sussex. Las frutas tienen una pulpa áspera, suave y seca con un sabor insípido de subácido a dulce.

## Historia
'Dalice' es una variedad de manzana, híbrido del cruce de Cox's Orange Pippin x Desconocido. Desarrollado y criado a partir de 'Cox's Orange Pippin' mediante una polinización de variedad desconocida, por A.C. Nash, "Scutes Farm", Hastings, Sussex Inglaterra, (Reino Unido) a mediados del siglo XX. La fruta de este cruce se presentó en el "National Fruit Trials" en 1949.
'Dalice' se cultiva en la National Fruit Collection con el número de accesión: 1949-088 y Accession name: Dalice.

## Características
'Dalice' árbol de extensión erguida, de vigor moderadamente vigoroso, portador de espuela. Tiene un tiempo de floración que comienza a partir del 7 de mayo con el 10% de floración, para el 12 de mayo tiene una floración completa (80%), y para el 20 de mayo tiene un 90% caída de pétalos.
'Dalice' tiene una talla de fruto medio; forma cónica redondeada, con una altura de 51.00mm, y con una anchura de 64.00mm; con nervaduras medianas; epidermis con color de fondo amarillo verdoso, con un sobre color marrón lavado, importancia del sobre color alto, y patrón del sobre color marcado con rayas más oscuras en la cara expuesta al sol, "russeting" (pardeamiento áspero superficial que presentan algunas variedades) medio; ojo medio y semiabierto, situado en una cuenca mediana y poco profunda; pedúnculo medio, de grosor medio y se encuentra en una cavidad profunda y estrecha rodeada de "russeting"; carne es de color blanco, grano grueso suave, y jugosidad seca. Sabor dulce pero suave.
Listo para cosechar en la primera mitad del segundo período. Su tiempo de recogida de cosecha se inicia a principios de octubre.

## Usos
Una buena manzana de uso de postre fresca en mesa, y también de uso en cocina.

## Ploidismo
Diploide, auto estéril. Grupo de polinización: D, Día 12.